# Gerald Brenan
Gerald Brenan (Sliema, Malte, 1894 - Alhaurín el Grande, Espagne, 1987) est un écrivain britannique qui a passé une grande partie de sa vie en Espagne. Il est surtout connu pour Le Labyrinthe espagnol, un travail d'histoire sur la guerre civile espagnole. Il a été beaucoup honoré en Espagne.

## Biographie

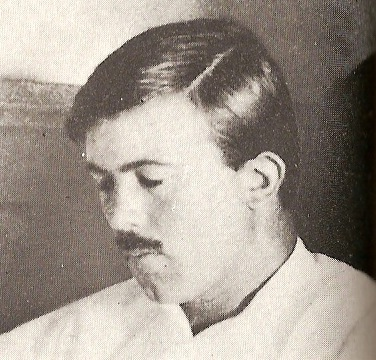
Gerald Brenan.

Gerald Brenan est né à Malte dans une famille anglo-irlandaise, alors que son père y était en poste dans l'armée britannique. Il étudie à Radley, un pensionnat en Angleterre, qu'il dira avoir détesté à cause des intimidations dont il a été victime. Ses œuvres autobiographiques indiquent qu'il n'a pas joui d'une bonne relation avec son père.
À l'âge de 18 ans, contre l'avis de son père qui lui demande de rester à Sandhurst, il décide avec un ancien ami, John Hope-Johnstone, photographe, de se rendre en Chine. Entre août 1912 et janvier 1913, ils font 1 560 km, atteignent la Bosnie, mais manquant d'argent ils font demi-tour. Gerald Brenan passe les dix mois suivants en Allemagne et apprend la langue allemande. Quand la Première Guerre mondiale éclate, il rejoint immédiatement l'armée britannique puis sert en France tout au long de la guerre.
Après la guerre, il est présenté au Groupe de Bloomsbury. En 1919, il s'installe en Espagne, dans le petit village de Yegen, dans les Alpujarras de la province de Grenade. Il y rattrape son éducation. En dépit de l'éloignement de son nouveau domicile, les contacts avec Bloomsbury se sont poursuivis, en particulier avec Dora Carrington, qui était la femme de son meilleur ami, Ralph Partridge, et avec qui il a des relations plus qu'amicales entre 1919 et 1928. Dans le Dorset en 1930, il rencontre la poète américaine et romancière Gamel Woolsey, (1895-1968) : ils se marient à Rome en 1931.
Au cours de la Guerre civile espagnole, le couple vit à Aldbourne, dans le Wiltshire (Angleterre). Brenan est autorisé à rentrer en Espagne en 1953, malgré ses opinions très critiques vis-à-vis du régime franquiste. Il passera le reste de sa vie à Alhaurín el Grande à Málaga.

## Œuvres

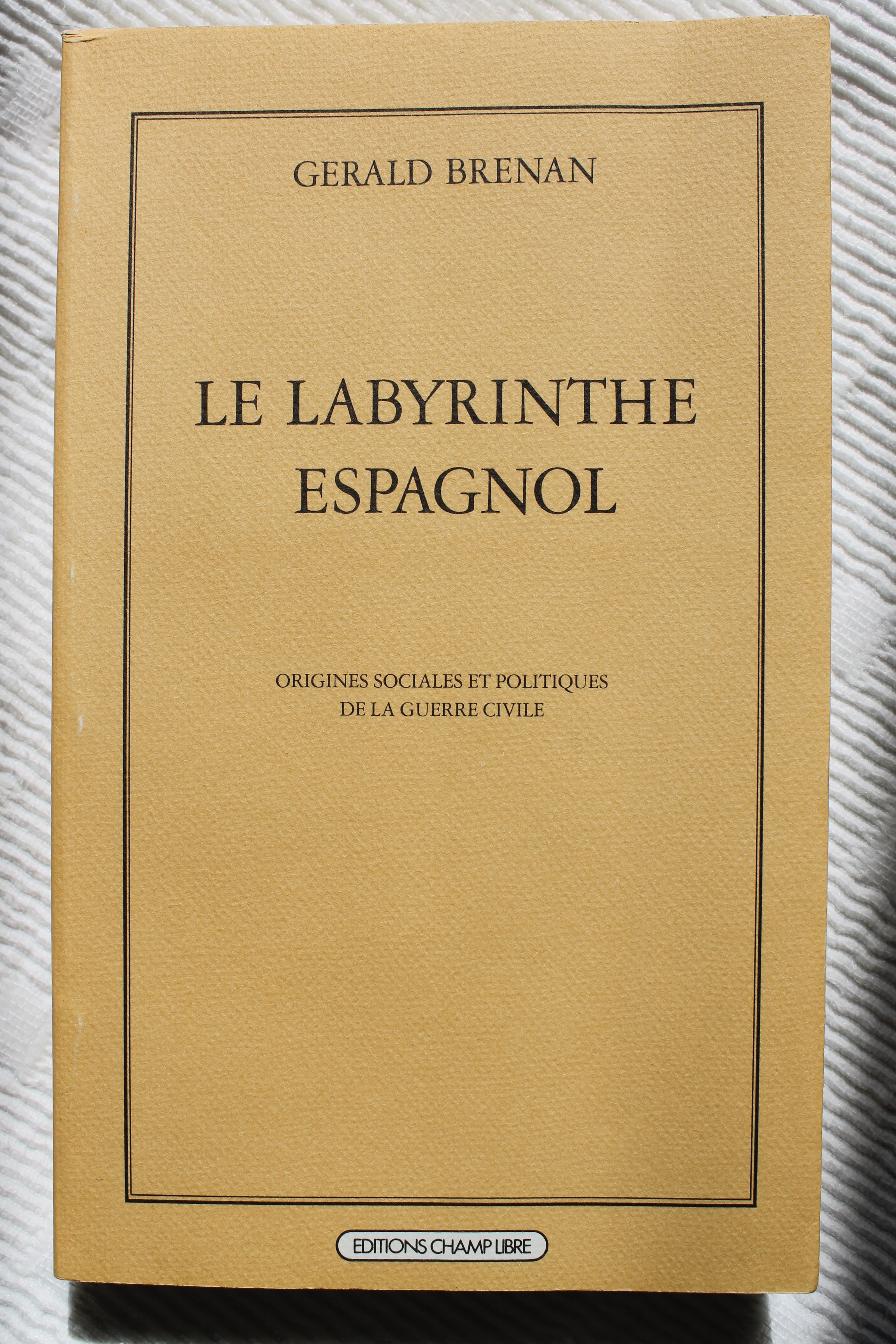
Couverture du Labyrinthe espagnol, Éditions Champ Libre, 1984.

- Jack Robinson. A Picaresque Novel (1933) sous le nom de plume George Beaton
- Doctor Partridge's Almanack for 1935 (1934) sous le nom de plume George Beaton
- Shanahan's Old Shebeen, or The Mornin's Mornin' (1940)
- The Spanish Labyrinth: An Account of the Social and Political Background of the Civil War (1943), traduit en français sous le titre Le Labyrinthe espagnol, origines sociales et politiques de la Guerre civile aux éditions Ruedo Ibérico en 1962 puis réédité par Champ libre en 1984
- The Spanish Scene (1946) Current Affairs No.7
- The Face of Spain (1951)
- The Literature of the Spanish People - From Roman Times To The Present Day (1951)
- South From Granada: Seven Years in an Andalusian Village (1957)
- A Holiday by the Sea (1961)
- A Life of One's Own: Childhood and Youth (1962)
- The Lighthouse Always Says Yes (1966)
- St John of the Cross: His life and Poetry (1973) with Lynda Nicholson
- A Personal Record, 1920-1972 (1975)
- The Magnetic Moment; Poems (1978)
- Thoughts in a Dry Season: A Miscellany (1978)
- (es) Diarios sobre Dora Carrington y otros escritos (1925-1932), editorial Confluencias, 2012.

## Film
- Carrington (1995), Dora Carrington (Emma Thompson) rend visite à Brenan (Samuel West) en Espagne et en Angleterre.